# Marcovefa
Marcovefa, död 567, var en frankisk nunna, gift med Charibert I, kung av Paris.
Hon var dotter till en ullhandlare i Paris och syster till Merofleda. Kung Charibert gifte sig med både henne och hennes syster. Detta skapade stort missnöje hos Chariberts hustru drottning Ingoberga. Giftermålet med Marcovefa var extra känsligt eftersom hon var nunna. Charibert vägrade skilja sig från Marcovefa, och paret blev båda bannlysta av kyrkan. Kungen tvingades till slut förskjuta systrarna. Marcovefa avled strax efter att hon blivit förskjuten; även Charibert avled senare samma år.